# Chiyoumeryx
Chiyoumeryx è un mammifero artiodattilo estinto, appartenente ai ruminanti. Visse tra l'Eocene superiore (circa 38 - 36 milioni di anni fa) e i suoi resti fossili sono stati ritrovati in Asia.

## Classificazione
La specie tipo di Chiyoumeryx, C. shinaoensis, è stata originariamente nominata come specie di Lophiomeryx nel 1982 sulla base di fossili trovati nel tardo Eocene della Cina sudorientale. Un documento pubblicato nel 2021 ha dimostrato che L. shianoensis era genericamente distinto dalla specie tipo Lophiomeryx, L. chalaniati, per giustificare un nuovo genere, Chiyoumeryx. È stata anche nominata una nuova specie di Chiyoumeryx, C. flavimperatoris, e Lophiomeryx turgaicus dal Kazakistan è stato provvisoriamente assegnato a Chiyoumeryx.